# Geniostoma sarasinii
Geniostoma sarasinii är en tvåhjärtbladig växtart som beskrevs av Albert Ulrich Däniker. Geniostoma sarasinii ingår i släktet Geniostoma och familjen Loganiaceae. Inga underarter finns listade i Catalogue of Life.